# The Best of Hootie and the Blowfish: 1993-2003
Pour les articles homonymes, voir Best of.
Albums de Hootie and the Blowfish
Hootie and the Blowfish
(2003) Looking For Lucky
(2005)
The Best of Hootie & The Blowfish : 1993-2003 est le premier Best of du groupe américain Hootie and the Blowfish.

## Liste des titres
1. Hold My Hand
2. Only Wanna Be With You
3. Time
4. Let Her Cry
5. Not Even the Trees
6. Old Man & Me (When I Get to Heaven)
7. Hey Hey What Can I Do
8. Tucker's Town
9. I Go Blind
10. Sad Caper
11. Be the One
12. Use Me
13. I Will Wait
14. Innocence
15. Space
16. Only Lonely
17. The Goodbye Girl